# Clara van Wel
Clara van Wel (Londra, 5 agosto 1997) è una cantautrice neozelandese.

## Biografia
Nel 2012 Clara van Wel ha vinto la seconda edizione della versione neozelandese di Got Talent, ricevendo come premio 100.000 dollari ed una Toyota Corolla. Il suo singolo di debutto, Where Do You Find Love, ha raggiunto la 3ª posizione della classifica neozelandese, dove hanno fatto il loro ingresso anche Between the Lines e Lines You Traced, rispettivamente alla 35ª e alla 36ª posizione. Il suo primo album eponimo è uscito nel 2013 e si è piazzato in 7ª posizione a livello nazionale. Nel 2014 ha contribuito al singolo di beneficenza Song for Everyone.

## Discografia

### Album in studio
- 2013 – Clara van Wel

### Singoli
- 2012 – Where Do You Find Love
- 2013 – Beautiful
- 2013 – Wait for Me